# Sở hữu
Sở hữu trong kinh tế chính trị, là một phạm trù cơ bản, chỉ mối quan hệ giữa người với người trong việc chiếm dụng của cải. Nó là hình thức xã hội của sự chiếm hữu của cải. Nó có thể được luật hóa thành quyền sở hữu và được thực hiện theo cơ chế nhất định gọi là chế độ sở hữu.
Một vài loại hình sở hữu: sở hữu tập thể, sở hữu nhà nước, sở hữu cá nhân, sở hữu trí tuệ.
Quyền sở hữu bao gồm 3 quyền sau: chiếm hữu, sử dụng và định đoạt
- Chiếm hữu: quyền nắm giữ tài sản/tiêu sản trong tay
- Sử dụng: quyền sử dụng tài sản/tiêu sản theo ý muốn
- Định đoạt: quyền quyết định cho mượn, cho thuê, bán, cầm cố, thế chấp, phá hủy
Khi cho người khác/tổ chức khác mượn hoặc thuê tài sản/tiêu sản thì ta đã trao cho họ 2 quyền: chiếm hữu và sử dụng. Còn quyền định đoạt vẫn nằm trong tay ta. Người khác/tổ chức khác đó sẽ vi phạm pháp luật nếu họ sử dụng quyền định đoạt (bán, cầm cố, thế chấp, phá hủy) đối với tài sản/tiêu sản của ta.